# 도다 다다마사
도다 다다마사(일본어: 戸田忠昌, 1632년 ~ 1699년 10월 2일)는 에도 시대 전기의 다이묘이다. 미카와 다하라번 제3대 번주, 히고 도미오카 번주, 무사시 이와쓰키 번주, 시모사 사쿠라번 초대 번주를 지냈다. 에도 막부에선 소샤반 겸 사사봉행, 교토 쇼시다이, 노중을 역임하였다. 친부는 하타모토 도다 다다쓰구이며 백부 도다 다다요시가 말년까지 후사가 없어 다다마사가 가독을 이었다.
| 전임 도다 다다요시 | 제3대 다하라번 번주 (도다가) 1647년 ~ 1664년 | 후임 미야케 야스카쓰 |

| 전임 막부령(야마자키 이에하루) | 도미오카 번(아마쿠사 번) 번주 (도다가) 1664년 ~ 1671년 | 후임 폐번 |

|  | 사가미국·시모사국·무사시국·히타치국의 다이묘 (도다가) 1671년 ~ 1676년 | 후임 기나이로 전봉 |

|  | 기나이(가와치국 가증)의 다이묘 (도다가) 1676년 ~ 1681년 | 후임 이와쓰키 번으로 전봉 |

| 전임 이타쿠라 시게타네 | 이와쓰키 번 번주 (도다가) 1682년 ~ 1686년 | 후임 마쓰다이라 다다노리 |

| 전임 오쿠보 다다토모 | 제1대 사쿠라번 번주 (도다가) 1686년 ~ 1699년 | 후임 도다 다다자네 |

| 전임 나가이 나오쓰네 | 제7대 교토 쇼시다이 1678년 ~ 1681년 | 후임 이나바 마사미치 |